# ميفيستو (رواية)
ميفيستو (بالإنجليزية: Mefisto)‏ هي رواية للكاتب الأيرلندي جون بانفيل، نشرت عام 1986، عن دار نشر سيكر آند واربرغ.